# Otto Ekecrantz
Sven Oscar Otto Ekecrantz, född den 19 mars 1854 i Stockholm, död där den 24 juli 1934, var en svensk läkare. Han var son till Carl Ekecrantz och far till Olof Ekecrantz.
Ekecrantz blev student vid Uppsala universitet 1871, medicine kandidat 1880 och medicine licentiat vid Karolinska institutet i Stockholm 1886. Han var amanuens vid Sabbatsbergs sjukhus i Stockholm sistnämnda år och vid Maria sjukhus där 1887–1888, tillförordnad stadsläkare i Falkenberg 1888–1889, läkare vid Halmstads vattenkuranstalt 1894–1897, andre stadsläkare i Halmstad 1897–1908, tillförordnad förste stadsläkare där 1907 och ordinarie från 1908 samt läkare vid länscellfängelset i Halmstad från 1908. Ekecrantz blev riddare av Vasaorden 1909.